# Pentwyn
Pentwyn är en community i Storbritannien.   Den ligger i kommunen Cardiff och riksdelen Wales, i den södra delen av landet, 210 km väster om huvudstaden London.
Tidigare ingick området Llanedeyrn i Pentwyn community, men den 1 december 2016 bröts Llanedeyrn ut och bildade en egen community.